# Vladimir Morozov (canoë-kayak, 1952)
Pour les articles homonymes, voir Vladimir Morozov.
Vladimir Ivanovich Morozov, né le 19 juillet 1952 dans l'oblast de Moscou, est un kayakiste soviétique.

## Palmarès
- Jeux olympiques d'été
  - Jeux olympiques d'été de 1976 de Montréal
    - médaille d'or en K4 (1 000 m)
- Championnats du monde
  - médaille d'or en K4 (10 000 m) en 1977
  - médaille d'or en K4 (10 000 m) en 1978
  - médaille d'or en K4 (10 000 m) en 1979
  - médaille d'argent en K4 (1 000 m) en 1977